# آندرس ماتونته
آندرس ماتونته (اسپانیایی: Andrés Matonte‎؛ زادهٔ ۳۰ مارس ۱۹۸۸) داور فوتبال اهل اروگوئه است. وی از سال ۲۰۱۹ در مسابقات بین‌المللی قضاوت میکند.